# Argences en Aubrac
Argences en Aubrac (okzitanisch Argenças d'Aubrac) ist eine südfranzösische Gemeinde mit 1.597 Einwohnern (Stand: 1. Januar 2022) im Département Aveyron in der Region Okzitanien. Der Ort gehört zur ehemaligen Grafschaft Carladès in der historischen Provinz Rouergue. Argences en Aubrac ist Teil des Arrondissements Rodez und des Kantons Aubrac et Carladez.
Argences en Aubrac wurde zum 1. Januar 2016 als Commune nouvelle aus den früher eigenständigen Gemeinden Alpuech, Graissac, Lacalm, Sainte-Geneviève-sur-Argence, La Terrisse und Vitrac-en-Viadène gebildet.

## Gemeindegliederung
| Ortsteil                                         | ehemaliger INSEE-Code | Fläche (km²) | Einwohnerzahl (2018) |
| ------------------------------------------------ | --------------------- | ------------ | -------------------- |
| Alpuech                                          | 12005                 | 14,88        | 070                  |
| Graissac                                         | 12112                 | 22,42        | 177                  |
| Lacalm                                           | 12117                 | 26,49        | 166                  |
| Sainte-Geneviève-sur-Argence (Verwaltungssitz)00 | 12223                 | 43,40        | 972                  |
| La Terrisse                                      | 12279                 | 27,60        | 145                  |
| Vitrac-en-Viadène                                | 12304                 | 16,99        | 093                  |

## Lage
Argences en Aubrac liegt etwa 52 Kilometer nordnordöstlich von Rodez. Der Fluss Truyère begrenzt die Gemeinde im Westen. Das Gemeindegebiet gehört zum Regionalen Naturpark Aubrac.

## Sehenswürdigkeiten

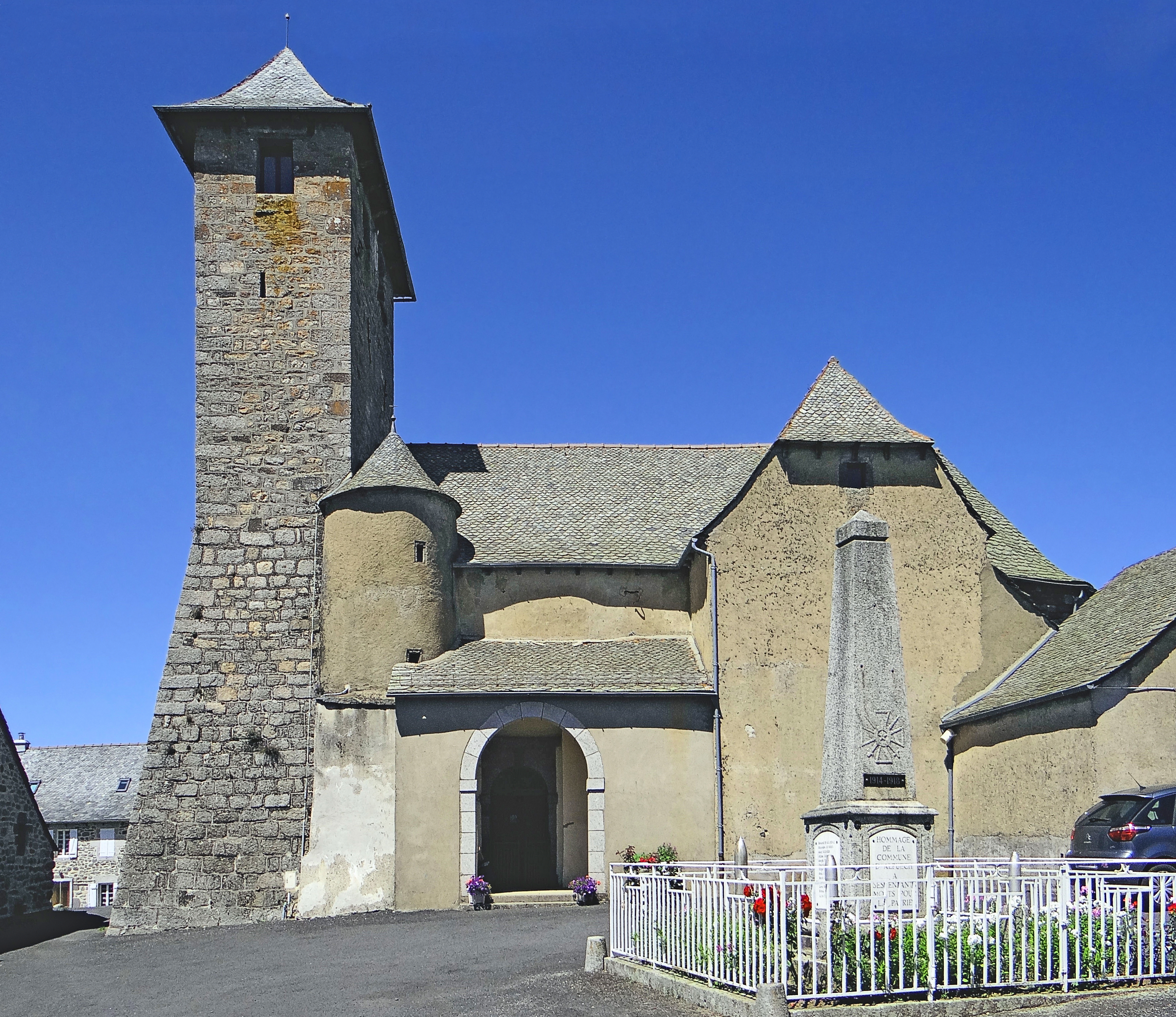
Kirche St. Martin im Ortsteil Alpuech